# Fuchsia ampliata
Fuchsia ampliata är en dunörtsväxtart som beskrevs av George Bentham. Fuchsia ampliata ingår i släktet fuchsior, och familjen dunörtsväxter. Inga underarter finns listade i Catalogue of Life.